# Acer ibericum
Acer ibericum é uma espécie de árvore do gênero Acer, pertencente à família Aceraceae.